# Кастильоне-Кьяварезе
Кастильо́не-Кьяваре́зе (итал. Castiglione Chiavarese, лиг. O Castiggion) — коммуна в Италии, в регионе Лигурия, в провинции Генуя.
Население составляет 1660 человек (2008 г.), плотность населения — 55 чел./км². Занимает площадь 30 км². Почтовый индекс — 16030. Телефонный код — 0185.
Покровителями коммуны почитается Пресвятая Богородица, празднование 16 июля.

## Демография
Динамика населения:

## Администрация коммуны
- Официальный сайт: https://web.archive.org/web/20080207165742/http://www.comune.castiglione-chiavarese.ge.it/index.htm